# Трансцендентальна ілюзія
Трансцендентальна ілюзія — термін, введений філософом Іммануїлом Кантом, для позначення системи філософсько-етичних поглядів, постулатів і доказів, що намагаються пояснити феномени позамежного по відношенню до світу явищ і недоступного пізнанню (трансцендентного), на підставі емпіричного досвіду. Зокрема, до трансцендентної ілюзії Кант відносив систему доказів буття Бога, розроблену Святим Томою Аквінським.